# Herman Van Rompuy
Herman Achille, conde Van Rompuy (ˈɦɛɾmɑn vɑn ˈɾɔmpœy̆ⓘ; Etterbeek, Bélgica; 31 de octubre de 1947), conocido como Herman Van Rompuy, es un político belga del ámbito nacional y europeo que destaca por haber sido el primer presidente permanente del Consejo Europeo. Perteneciente al CD&V de Flandes, formación política democristiana belga integrada en el Partido Popular Europeo (centroderecha), fue primer ministro de Bélgica entre el 30 de diciembre de 2008 y el 25 de noviembre de 2009, antes de ponerse al frente de la Unión Europea. Ha sido además presidente de la Cámara de Representantes de Bélgica desde el 12 de julio de 2007 hasta su nombramiento como primer ministro en 2008, diputado de dicha asamblea entre 1995 y 2009, y anteriormente senador federal de su país entre 1988 y 1995. Asimismo fue ministro del Presupuesto en los sucesivos gobiernos de Jean-Luc Dehaene.
Antes de asumir la presidencia del Consejo Europeo el 1 de enero de 2010, Van Rompuy ocupaba el cargo de primer ministro de Bélgica, del que dimitió al poco de ser designado para el nuevo cargo por el Consejo Europeo en su reunión del 19 de noviembre de 2009 en Bruselas. En 2008, cuando fue nombrado primer ministro por el rey de los belgas Alberto II, tras una larga crisis institucional provocada por las sucesivas dimisiones de su antecesor y compañero de partido Yves Leterme, fue considerado un hombre de consenso. Accedió al cargo sin el respaldo de una elección popular, pero sus habilidades como negociador y su prudencia política permitieron el apaciguamiento de las tensiones entre flamencos y valones.
Estas mismas cualidades fueron las que propiciaron su nombramiento al frente de la nueva institución comunitaria al año siguiente. A pesar de sus credenciales conciliadoras, el nombramiento de Van Rompuy a la cabeza de la UE y el de la socialista británica Catherine Ashton como nueva alta representante para asuntos exteriores despertaron dudas en algunos medios de comunicación y decepcionaron la expectación levantada tras la agónica aprobación del Tratado de Lisboa, que profundizó en el proceso de construcción de la Unión Europea y modificó su marco institucional.
El 1 de marzo de 2012, Herman Van Rompuy fue reelegido, por unanimidad, presidente del Consejo Europeo por los jefes de Estado o de Gobierno de los Estados miembros de la Unión Europea. Su mandato se extendió por dos años y medio, desde el 1 de junio de 2012 hasta el 30 de noviembre de 2014.
Su familia está vinculada a la política, especialmente a través del CD&V flamenco. Además de la política, Herman Van Rompuy (doctor en económicas y licenciado en filosofía) cultiva otras vocaciones personales, entre las cuales son conocidas la literatura japonesa (los haikus), el pensamiento cristiano o la historia económica. Está casado con Geertrui Windels, con la que tiene cuatro hijos.
Como presidente del Consejo de la Unión Europea, junto a los presidentes José Manuel Barroso (Comisión) y Martin Schulz (Parlamento), ha recogido el Premio Nobel de la Paz otorgado a la Unión Europea como ejemplo de pacificación de un continente que hasta hacía seis décadas registraba guerras constantes en su territorio.

## Familia y formación
Herman Van Rompuy nació en Etterbeek, un barrio de Bruselas, el 31 de octubre de 1947, siendo hijo del profesor de Economía Vic Van Rompuy. Tras completar la secundaria con especialidad de Humanidades Clásicas en un centro regido por los jesuitas, se matriculó en la Universidad Católica de Lovaina, donde se diplomó en Filosofía en 1968 y se licenció en Ciencias Económicas en 1971. Luego empezó a trabajar en el departamento de investigación del Banco Nacional de Bélgica.
En 1973 fue elegido vicepresidente de las Juventudes del Cristiano Demócrata y Flamenco (CD&V) y dos años después fue reclutado por el primer ministro Leo Tindemans como funcionario del Gabinete. En 1978, con la sustitución de Tindemans por Paul Vanden Boeynants, Van Rompuy pasó a servir en la administración Gaston Geens, titular de la cartera de Finanzas.
Van Rompuy está casado con Geertrui Windels, con quien tiene cuatro hijos (Peter, Laura, Elke y Thomas). Católico practicante, acostumbra a retirarse a un monasterio de tres a cuatro veces por año para reflexionar y cultivar su fe.
Su hermano menor Eric ha sido ministro del gobierno de Flandes, su hermana Tine es una destacada sindicalista nacional y afiliada del comunista PVDA, y su hijo mayor, Peter, es diputado regional del CD&V.

## Trayectoria política
En 1988 Van Rompuy obtuvo tres promociones consecutivas: primero, fue designado para un escaño en el Senado (su primer mandato representativo); a continuación, retornó al Gabinete de Martens en calidad de secretario de Estado de Finanzas; y, llegó a la presidencia nacional del CD&V. En 1993 renunció a la presidencia del partido y pasó a formar parte del Consejo de Ministros, donde fue titular de la cartera del Presupuesto por lo que se le considera el artífice de que Bélgica consiguiese reducir su deuda pública para cumplir con los criterios del euro.
En las elecciones generales de mayo de 1995, Van Rompuy ganó su primer escaño en la Cámara Belga de Representantes en representación de Bruselas-Halle-Vilvoorde, pero no llegó a ejercer en esta legislatura ya que la constitución belga prohíbe ejercer las funciones de ministro y diputado simultáneamente. Reelegido en 1999, empezó a legislar al quedar excluidos los popularcristianos del Gobierno formado por Guy Verhofstadt. Reelegido en su escaño en 2003, el 26 de enero de 2004 Van Rompuy fue nombrado ministro de Estado por el rey Alberto II a petición del primer ministro Verhofstadt.

### Primer ministro de Bélgica
El 28 de diciembre de 2008 recibió el encargo del rey Alberto II de formar un nuevo gobierno en sustitución del de Leterme, convirtiéndose en primer ministro dos días después. El gabinete Leterme I había sucumbido al acoso del escándalo que rodeó la caída del banco Fortis y las sospechas de presión sobre la magistratura por parte del ejecutivo belga.
El nuevo gobierno presidido por Van Rompuy integrará a cinco partidos de diferentes ideologías y a ministros procedentes de Valonia y Flandes, siguiendo la tradición consensualista belga que, siguiendo el espíritu de la constitución, favorece la formación de coaliciones muy plurales. Las expectativas generales eran limitadas debido a la frágil situación política del país, a las reivindicaciones competenciales del gobierno flamenco (que requerían una reforma constitucional) y al precario alumbramiento de otro nuevo gobierno, esta vez no electo y de apariencia transicional. Sin embargo, desde su investidura parlamentaria el nuevo gabinete hizo gala de un pragmatismo apreciable y consiguió sacar adelante, con eficaz discreción, no pocas de las reformas del programa de gobierno que permanecían empantanadas desde hacía meses. Así, mientras la situación política se tranquilizaba el prestigio social del primer ministro aumentaba, y Van Rompuy pudo disfrutar de una notable popularidad durante su breve mandato al frente del ejecutivo federal. Solo fue necesaria una remodelación ministerial cuando el ministro Karel De Gucht fue designado comisario europeo de comercio en 2009.

## Presidente del Consejo Europeo
La labor política de Van Rompuy como Presidente del Consejo Europeo consiste fundamentalmente en impulsar los trabajos de esta institución comunitaria, velar por la preparación y continuidad de los mismos, promover el consenso entre sus miembros y asumir la más alta representación exterior de la Unión en relación con la política exterior y de seguridad común. El presidente del Consejo Europeo está supeditado, en gran medida, a los criterios y directrices de los Estados miembros.
Frecuentemente, los medios comunicación se refieren a Van Rompuy como Presidente de la Unión Europea o Presidente de Europa. Estos calificativos son erróneos a pesar del papel esencial que tiene el presidente del Consejo Europeo en la vida institucional de la Unión. En repetidas ocasiones, Van Rompuy ha definido su función de presidente como la de un facilitador que busca el consenso en un club de miembros con muchas particularidades. Durante el primer año de su mandato, el Consejo Europeo se reunió siete veces, "lo nunca visto", según Jean-Claude Juncker.

### Nombramiento
El Tratado de Roma de 2004, que pretendió dotar a la Unión Europea de una constitución, estipulaba la creación de la figura de presidente permanente del consejo Europeo,  como respuesta al sistema vigente según el cual, la persona que ocupa dicho cargo es el jefe de gobierno del estado miembro que ejerce la Presidencia del Consejo de la Unión Europea. La medida buscaba acabar con el sistema de rotación semestral automática, implantando un sistema en el cual el presidente del Consejo Europeo sería nombrado por un periodo de dos años y medio (treinta meses), renovable una sola vez.
Tras el rechazo del Tratado de Roma en sendos referendos realizados en 2005, se inició en 2007 la redacción de un nuevo documento que paso a llamarse Tratado de Lisboa. Este recogía varias de las decisiones incluidas en el Tratado de Roma, entre ellas la referente a la figura de presidente permanente.
Desde incluso antes de la firma del Tratado de Lisboa, los medios de comunicación especularon sobre las personalidades que posiblemente estarían entre los candidatos a ocupar el cargo de presidente. También algunos jefes de Estado como el presidente Nicolas Sarkozy de Francia y otros funcionarios oficiales contribuyeron a alimentar la especulación. Sin embargo, en los días previos a su nombramiento, Van Rompuy ya aparecía como favorito en numerosos medios de comunicación, superando a otros políticos referidos con frecuencia como el ex primer ministro del Reino Unido Tony Blair, y el luxemburgués Jean-Claude Juncker, primer ministro del Gran Ducado y presidente del Eurogrupo.
El favor por Herman Van Rompuy se vio confirmado tras resultar designado como presidente en una reunión extraordinaria del Consejo Europeo llevada a cabo el 19 de noviembre de 2009 en Bruselas. Van Rompuy aceptó el nombramiento a pesar de haber manifestado formalmente dos días antes que no era candidato al cargo. Según su versión de los hechos, su cambio de postura fue motivado por la presión ejercida por los miembros del Consejo Europeo. El 1 de marzo de 2012 Van Rompuy fue reelegido, por unanimidad. Su mandato se extendió por dos años y medio, desde el 1 de junio de 2012 hasta el 30 de noviembre de 2014. Una vez finalizado, no podía ser reelegido, porque su mandato sólo puede prorrogarse una sola vez.
También el 1 de marzo de 2012, Herman Van Rompuy fue nombrado primer Presidente de la Cumbre del Euro por el mismo período de mandato. Las reuniones de la Cumbre del Euro se celebran al menos dos veces al año.

#### Protocolo y condiciones
La presidencia de Van Rompuy en el Consejo Europeo se inició el 1 de enero de 2010, a pesar de que el Tratado de Lisboa, que permitió la creación del cargo permanente de Presidente del Consejo Europeo, entró en vigor el 1 de diciembre de 2009, por lo que este primer mandato presidencial se extiende a 31 de mayo de 2012. El motivo para esta situación es que en 2008, Suecia -que ostentó la presidencia del Consejo en el segundo semestre de 2009- negoció que el Tratado entraría en vigor, a efectos de la Presidencia del Consejo, en el siguiente turno a su ratificación.
El 1 de diciembre de 2009, Van Rompuy acudió a su primer acto oficial en nombre de la Unión Europea: una ceremonia para homenajear el Tratado de Lisboa. Sus funciones efectivas como presidente del Consejo Europeo comenzaron el 1 de enero de 2010, aunque según sus propias palabras su primer día oficial de trabajo fue el 4 de enero siguiente.
Van Rompuy ocupó su oficina de presidente del Consejo Europeo en el piso 5 del edificio Justus Lipsius desde el 1 de diciembre de 2009. Por permanecer residiendo en Bruselas, donde ya habitaba antes de asumir el cargo, recibe 4 a 5% más de sueldo por concepto de vivienda frente al 16% que reciben los funcionarios extranjeros.
El Presidente del Consejo Europeo cuenta con un equipo de 10 guardaespaldas para protegerle, aunque no dispone de jet privado. Su sueldo es de 350 000 euros brutos al año, convirtiéndose en el político belga mejor pagado en 2010.

### Crisis del euro
La crisis de la eurozona en 2010, tras la revelación de que Grecia había contraído deudas muy por encima de lo que había informado, se inició menos de un mes después de que Van Rompuy llegó al poder. Esta crisis llevó a un momento histórico que empezó la noche del 7 de mayo de 2010, en una cena entre los líderes del Eurogrupo en Bruselas, convocada por Van Rompuy. Se trataba de una reunión excepcional a la que siguieron numerosos encuentros durante ese fin de semana que terminaron en un acuerdo logrado el 9 de mayo (Día de Europa) coincidiendo con la celebración del sexagésimo aniversario de la Declaración Schuman. Dicho acuerdo incluyó varias medidas, entre las que sobresale el "plan de rescate" de hasta 750.000 millones de euros respaldado por la UE para frenar a los especuladores, dando origen al Fondo Europeo de Estabilidad Financiera (FEEF).
Para avanzar en el proceso que marcará el desarrollo futuro de la Unión Económica y Monetaria de la Unión Europea (UEM), Van Rompuy presentó una propuesta de reforma limitada del Tratado de Lisboa que permita la revisión del Pacto de estabilidad y crecimiento, para añadirle fiabilidad y rigor; la introducción de un plan de supervisión macroeconómica, para corregir las divergencias competitivas entre los socios, y la instauración de un fondo permanente de rescate para los países de la eurozona que atraviesen dificultades presupuestarias serias. En la cumbre de diciembre de 2010, la propuesta fue aprobada junto con una declaración de apoyo al euro, oficializada en junio siguiente mediante el "Pacto del Euro".
Además, el Consejo Europeo creó en marzo de 2011, el Mecanismo Europeo de Estabilidad, que funciona como un mecanismo permanente para la gestión de crisis para la salvaguardia de la estabilidad financiera en la zona euro en su conjunto. Este mecanismo entró en vigor el 1 de julio de 2012, sustituyendo las estructuras temporales que constituyen el FEEF y el Mecanismo Europeo de Estabilidad Financiera (MEEF)

### Política exterior

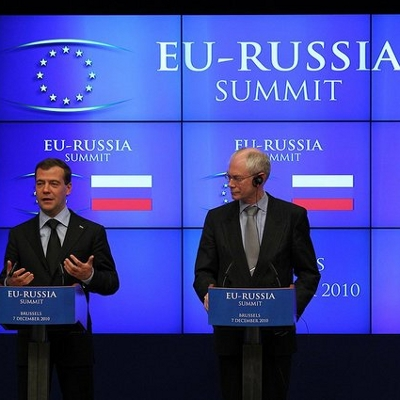
Medvedev y Van Rompuy en una cumbre UE-Rusia en Bruselas.

Durante las primeras semanas de su administración, Van Rompuy visitó los veintisiete Estados miembros de la UE, y a partir de marzo comenzó a participar en las cumbres con terceros países. En abril de 2010, Van Rompuy tomó parte de su primera cumbre internacional: la Cumbre de Seguridad Nuclear, celebrada por las 47 "naciones nucleares" en Washington, donde propuso financiar un laboratorio del Organismo Internacional de Energía Atómica (OIEA) para rastrear los restos de contrabando de material nuclear.
Luego, en mayo, Van Rompuy presidió las primeras cumbres con otros bloques: la VI Cumbre América Latina, el Caribe y la Unión Europea (ALC-UE), así como cumbres con la Comunidad Andina, Mercosur, etc. Durante estos encuentros, Perú y Colombia se sumaron a Chile y México, países que ya tenían tratados de libre comercio con la UE. También, Centroamérica suscribió un tratado de ese tipo, en lo que constituyó el primer acuerdo comercial de la UE con una región en su conjunto.
Varios de estos eventos tuvieron lugar en Madrid bajo la presidencia española de turno del Consejo que también preveía acoger la Cumbre Euromediterránea de ese mismo semestre, finalmente frustrada. Cabe anotar que el sistema de presidencia rotatoria semestral del Consejo de la Unión no desapareció pese a la instauración de la presidencia permanente del Consejo Europeo.
En septiembre, la política exterior de la UE pasó al máximo nivel bajo la coordinación de Van Rompuy cuando los líderes del Consejo Europeo adoptaron un trascendental acuerdo sobre política exterior. Decidieron que a partir de ese momento serían ellos quienes definan y tracen las líneas y las posiciones de las relaciones exteriores de la Unión en lugar de los ministros de Exteriores o del Alto Representante. Así, antes de cada cumbre con un país tercero, el Consejo Europeo debatirá los objetivos y los intereses de la Unión.

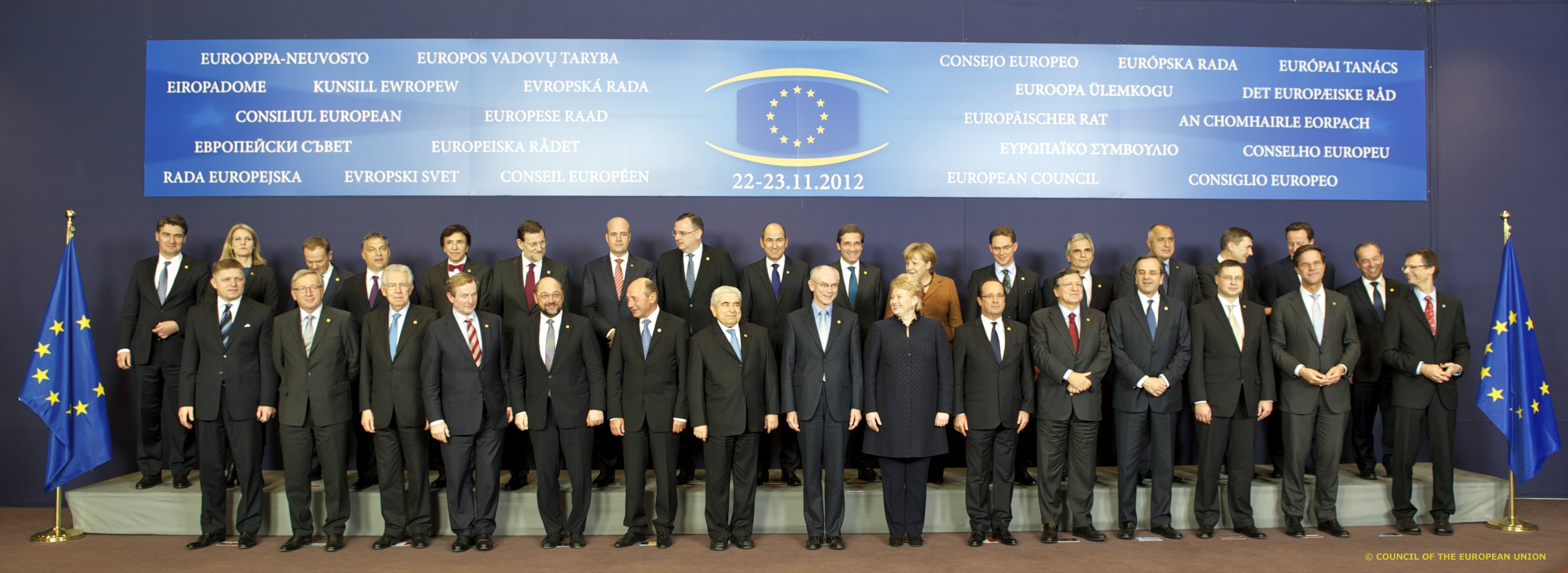
Consejo Europeo 2012.

## Obra intelectual
Como político, pero también como intelectual y cristiano convencido, Herman Van Rompuy ha publicado a lo largo de su vida diversas obras literarias y de ensayos. Es conocida su afición por los haikus, un género poético japonés que consta de tres versos.
- De kentering der tijden (El cambio del tiempo), Lannoo,  1979
- Hopen na 1984 (La esperanza después del 84),  Davidsfonds,  1984
- Het christendom. Een moderne gedachte (El cristianismo. Una idea moderna), Davidsfonds, 1990
- Nos défis économiques et sociaux : L'Europe, l'emploi et le vieillissement : bilan et perspectives (Nuestros retos económicos y sociales:Europa, empleo y envejecimiento:balance y perspectivas), Bruselas, Société royale d'économie politique de Belgique, 1997, 19 p.
- Vernieuwing in hoofd en hart. Een tegendraadse  visie (Renovación en la mente y el corazón. Opinión contraria),  Davidsfonds,  1998
- De binnenkant op een kier. Avonden zonder politiek (Dentro del crack. Noches sin política),  Lannoo, 2000
- Dagboek van een vijftiger (Diario de un cincuentón), Davidsfonds, 2004
- Op zoek naar wijsheid (En busca de la sabiduría), Davidsfonds, 2007
- Haiku, Gentse Poëziecentrum, 2010